# Persone di cognome Herbert
| Questa pagina contiene informazioni ricavate automaticamente dalle voci biografiche con l'ausilio del template Bio e di un bot. L'aggiornamento è periodico e automatico e ricostruisce completamente la pagina. Se manca una persona in questa lista, sei pregato di non aggiungerla, ma accertati piuttosto che la sua voce biografica contenga il template Bio e che i dati anagrafici siano correttamente compilati. Se il template Bio manca, inseriscilo tu stesso o, in alternativa, metti l'avviso {{tmp\|Bio}} che ne segnala la mancanza. Se i dati riportati sono sbagliati, correggi direttamente la voce biografica; le modifiche saranno visibili in questa lista entro pochi giorni. Per chiarimenti vedi il progetto antroponimi. La lista contiene solo le 68 persone che sono citate nell'enciclopedia e per le quali è stato implementato correttamente il template Bio. Pagina aggiornata al 17 ott 2024. |

Questa è una lista di persone presenti nell'enciclopedia che hanno il cognome Herbert, suddivise per attività principale.

## Allenatori di calcio(1)
- Ricki Herbert, allenatore di calcio e ex calciatore neozelandese (Auckland, n. 1961)

## Allenatori di pallacanestro(1)
- Gordon Herbert, allenatore di pallacanestro e ex cestista canadese (Penticton, n. 1959)

## Attori(2)
- Leon Herbert, attore britannico (Georgetown, n. 1955)
- Percy Herbert, attore britannico (Londra, n. 1920 - Kent, † 1992)

## Avvocati(1)
- John Herbert, avvocato, diplomatico e politico gallese (Neath Abbey, n. 1550 - Cardiff, † 1617)

## Bobbisti(1)
- Paolo Herbert, bobbista italiano (n. 1895)

## Botaniche(1)
- Henrietta Antonia Herbert, botanica inglese (Bromfield, n. 1758 - † 1830)

## Botanici(1)
- Desmond Andrew Herbert, botanico australiano (Diamond Creek, n. 1898 - Brisbane, † 1976)

## Canottieri(1)
- Garry Herbert, ex canottiere britannico (Londra, n. 1969)

## Cantautrici(1)
- Gwyneth Herbert, cantautrice e produttrice discografica britannica (Wimbledon, n. 1981)

## Comici(1)
- Jo Koy, comico e attore statunitense (Tacoma, n. 1971)

## Compositori(1)
- Victor Herbert, compositore, violoncellista e direttore d'orchestra irlandese (Dublino, n. 1859 - New York, † 1924)

## Diplomatici(2)
- Arthur James Herbert, diplomatico inglese (n. 1855 - † 1921)
- Michael Herbert, diplomatico inglese (Wilton, n. 1857 - Davos, † 1903)

## Dirigenti sportivi(1)
- Charles Herbert, dirigente sportivo e canottiere britannico (Indiana, n. 1846 - Londra, † 1924)

## Drammaturghi(1)
- Frederick Hugh Herbert, commediografo, sceneggiatore e scrittore austriaco (Vienna, n. 1897 - Beverly Hills, † 1958)

## Economisti(1)
- Claude-Jacques Herbert, economista francese (Parigi, n. 1700 - Parigi, † 1758)

## Esploratori(1)
- Wally Herbert, esploratore e scrittore britannico (York, n. 1934 - Inverness, † 2007)

## Filosofi(1)
- Edward Herbert, filosofo e poeta inglese (Eyton-on-Severn, n. 1583 - Londra, † 1648)

## Generali(1)
- Gerard Herbert, generale inglese (Inghilterra - Heidelberg, † 1622)

## Giocatori di football americano(2)
- Justin Herbert, giocatore di football americano statunitense (Eugene, n. 1998)
- Khalil Herbert, giocatore di football americano statunitense (Fort Lauderdale, n. 1998)

## Militari(2)
- Arthur Herbert, I conte di Torrington, militare inglese (Inghilterra, n. 1648 - Inghilterra, † 1716)
- William Herbert, ufficiale inglese († 1757)

## Musicisti(1)
- Matthew Herbert, musicista, disc jockey e produttore discografico britannico (n. 1972)

## Nobildonne(3)
- Almina, contessa di Carnarvon, nobildonna inglese (n. 1876 - † 1969)
- Catherine Herbert, nobildonna inglese (Londra, n. 1814 - Inveresk, † 1886)
- Constance Gwladys Herbert, nobildonna inglese (n. 1859 - † 1917)

## Nobili(23)
- Elizabeth Spencer, nobile britannica (n. 1737 - † 1831)
- George Herbert, V conte di Carnarvon, nobile, egittologo e collezionista d'arte britannico (Highclere Castle, n. 1866 - Il Cairo, † 1923)
- George Herbert, XI conte di Pembroke, nobile, politico e generale britannico (Wilton House, n. 1759 - Londra, † 1827)
- George Herbert, IV conte di Powis, nobile inglese (Londra, n. 1862 - † 1952)
- Henry Herbert, I conte di Carnarvon, nobile e politico britannico (n. 1741 - † 1811)
- Henry Herbert, II conte di Carnarvon, nobile, politico e militare britannico (Londra, n. 1772 - Londra, † 1833)
- Henry Herbert, II conte di Pembroke, nobile e politico inglese (n. 1539 - Wilton, † 1601)
- Henry Herbert, IV conte di Carnarvon, nobile e politico britannico (Londra, n. 1831 - Londra, † 1890)
- Henry Herbert, III conte di Carnarvon, nobile e politico inglese (Londra, n. 1800 - Pusey, † 1849)
- Henry Herbert, IX conte di Pembroke, nobile e architetto inglese (n. 1693 - Pembroke House, † 1750)
- Henry Herbert, X conte di Pembroke, nobile e generale inglese (n. 1734 - Wilton, † 1794)
- Henry Herbert, VII conte di Carnarvon, nobile inglese (Londra, n. 1924 - Winchester, † 2001)
- Henry Herbert, VI conte di Carnarvon, nobile inglese (n. 1898 - † 1987)
- Lucy Herbert, nobile, religiosa e scrittrice britannica (Londra, n. 1669 - Bruges, † 1744)
- Philip Herbert, IV conte di Pembroke, nobile, politico e scrittore inglese (Wilton House, n. 1584 - Westminster, † 1649)
- Philip Herbert, V conte di Pembroke, nobile inglese (n. 1621 - † 1669)
- Sidney Herbert, XIV conte di Pembroke, nobile e politico britannico (Londra, n. 1853 - Roma, † 1913)
- Sidney Herbert, I barone di Lea, nobile inglese (n. 1810 - † 1861)
- William Herbert, I conte di Pembroke, nobile e politico inglese (n. 1501 - Londra, † 1570)
- William Herbert, III conte di Pembroke, nobile e politico inglese (n. 1580 - † 1630)
- William Herbert, I marchese di Powis, nobile e politico britannico (Londra, n. 1626 - Saint-Germain-en-Laye, † 1696)
- William Herbert, II marchese di Powis, nobile britannico (Londra, n. 1660 - Londra, † 1745)
- Winifred Herbert, nobile britannica (Welshpool, n. 1680 - Roma, † 1749)

## Ostacolisti(1)
- Llewellyn Herbert, ex ostacolista sudafricano (Bethal, n. 1977)

## Piloti automobilistici(1)
- Johnny Herbert, ex pilota automobilistico britannico (Brentwood, n. 1964)

## Poeti(2)
- George Herbert, poeta e oratore inglese (Montgomery, n. 1593 - Bemerton, † 1633)
- Zbigniew Herbert, poeta, saggista e drammaturgo polacco (Leopoli, n. 1924 - Varsavia, † 1998)

## Politici(3)
- Gary Herbert, politico statunitense (American Fork, n. 1947)
- Hilary Abner Herbert, politico statunitense (Laurens, n. 1834 - † 1919)
- Thomas Herbert, VIII conte di Pembroke, politico e ammiraglio inglese (n. 1656 - † 1733)

## Rapper(1)
- Digga D, rapper britannico (Ladbroke Grove, n. 2000)

## Rugbisti a 15(2)
- Anthony Herbert, ex rugbista a 15 e dirigente sportivo australiano (Brisbane, n. 1966)
- Daniel Herbert, ex rugbista a 15 e dirigente sportivo australiano (Brisbane, n. 1974)

## Scrittori(3)
- Auberon Herbert, scrittore, filosofo e anarchico britannico (Highclere, n. 1838 - † 1906)
- James Herbert, scrittore britannico (Londra, n. 1943 - Woodmancote, † 2013)
- Xavier Herbert, scrittore australiano (Geraldton, n. 1901 - Alice Springs, † 1984)

## Scrittori di fantascienza(2)
- Brian Herbert, autore di fantascienza statunitense (Seattle, n. 1947)
- Frank Herbert, scrittore di fantascienza statunitense (Tacoma, n. 1920 - Madison, † 1986)

## Tennisti(1)
- Pierre-Hugues Herbert, tennista francese (Schiltigheim, n. 1991)

## Triplisti(1)
- John Herbert, ex triplista, ex bobbista e allenatore di atletica leggera britannico (n. 1962)